# Sericinae
Sous-famille
Synonymes
- famille Sericidae Kirby, 1837[1]
- tribu Sericini Kirby, 1837

Les Sericinae sont une sous-famille d'insectes coléoptères de la famille des Scarabaeidae (les scarabées).
Pour Faunaeur, elle est considérée comme une sous-famille des Melolonthidae.
Pour CatalogueofLife, wikispecies, la sous-famille est assimilée à une tribu sous le taxon Sericini.

## Liste des genres et non-classés
Selon BioLib (2 juin 2019) :
- genre Ablabera Dejean, 1833

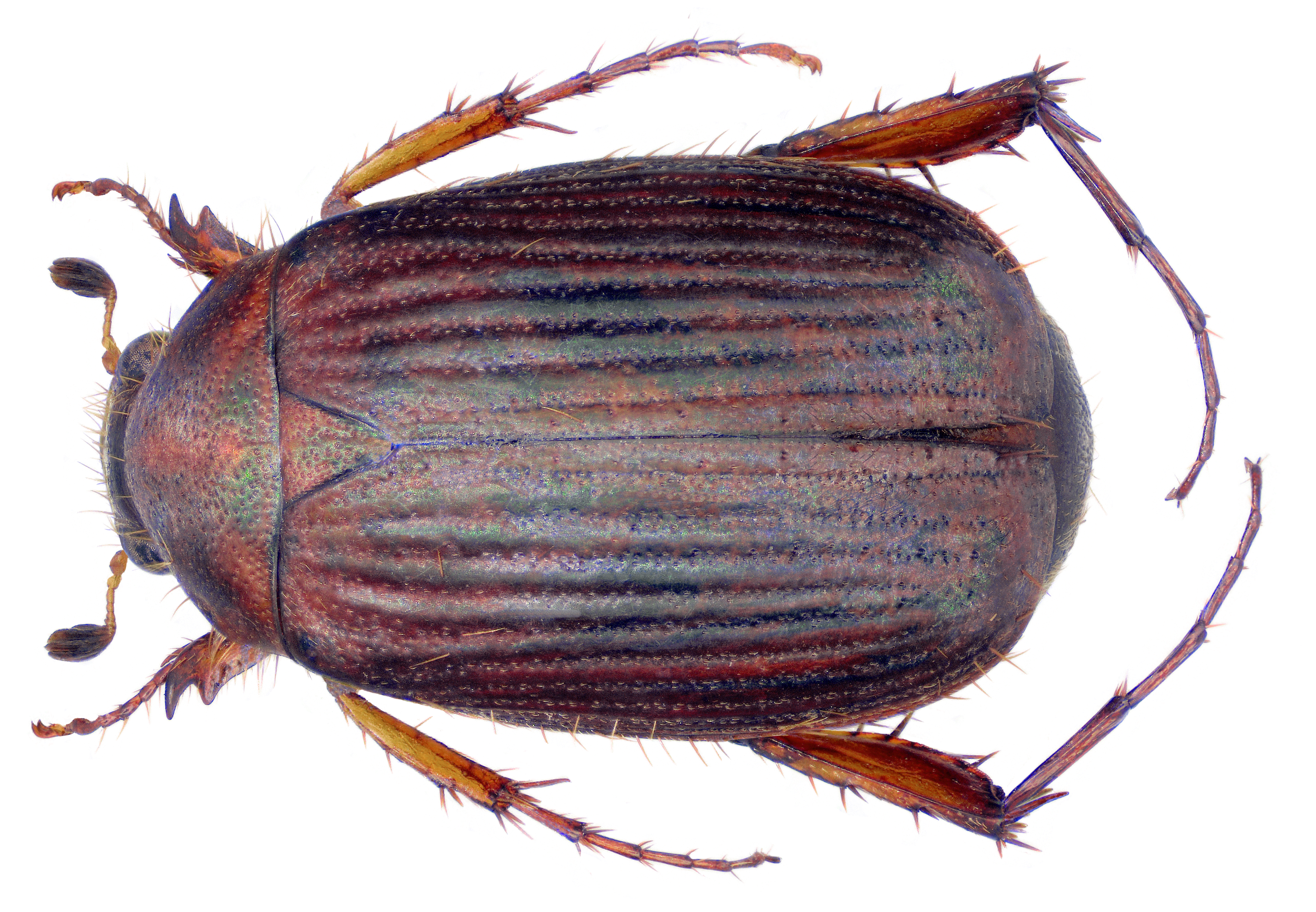
Gastroserica dembickyi, Parc national de Tam Dao, Vietnam

- genre Ablaberoides Blanchard, 1850
- genre Acheilo Britton, 1988
- genre Adossa Britton, 1995
- genre Allara Britton, 1955
- genre Anacanthodes Britton, 1990
- genre Ancylonyx Britton, 1957
- genre Aneucomides Blackburn, 1898
- genre Anomalophylla Reitter, 1887
- genre Anthotocus Britton, 1957
- genre Aphanesia Britton, 1990
- genre Aplopsis Blanchard, 1850
- genre Apotriodonta Baraud, 1962
- genre Apterodemidea Gutiérrez, 1952
- genre Archeohomaloplia Nikolajev, 1982
- genre Astaena Erichson, 1847
- genre Astibicola Britton, 1990
- genre Automolius Britton, 1978
- genre Autoserica Brenske, 1898
- genre Bilga Fairmaire, 1893
- genre Biphyllocera White, 1841
- genre Blepharotoma Blanchard, 1850
- genre Bryantella Britton, 1957
- genre Byrrhomorpha Blackburn, 1892
- genre Callabonica Blackburn, 1895
- genre Camenta Erichson, 1847
- genre Chariochilus Brenske, 1898
- genre Cheilo Britton, 1990
- genre Cheiragra Macleay, 1864
- genre Cheirodontus Britton, 1957
- genre Cheirora Britton, 1957
- genre Chilodiplus Sharp, 1877
- genre Colobostoma Blanchard, 1850
- genre Colpochelyne Britton, 1987
- genre Colpochila Erichson, 1843
- genre Colpochilodes Blackburn, 1898
- genre Colpomorpha Szito, 1994
- genre Colymbomorpha Blanchard, 1850
- genre Comaserica Brenske, 1897
- genre Comophorina Strand, 1928
- genre Costelytra Given, 1952
- genre Cubidens Britton, 1992
- genre Dikellites Britton, 1990
- genre Diplotropis Boheman, 1857
- genre Dysphanochila Blackburn, 1898
- genre Enamillus Sharp, 1877
- genre Engyopsina Britton, 1990
- genre Epholcis Waterhouse, 1875
- genre Eucamenta Péringuey, 1904
- genre Eumaladera Nomura, 1967
- genre Euphoresia Brenske, 1898
- genre Eurychelus Blanchard, 1850
- genre Euserica Rietter, 1896
- genre Evbrittonia Szito, 1993
- genre Exostethus Britton, 1979
- genre Frenchella Blackburn, 1892
- genre Gastroserica Brenske, 1894
- genre Glossocheilifer Blackburn, 1898
- genre Gnaphalopoda Reiche, 1860
- genre Gynaecoserica Brenske, 1896
- genre Hadropechys Britton, 1990
- genre Hadrops Britton, 1987
- genre Harpechys Britton, 1957
- genre Hellaserica Baraud & Paulian, 1966
- genre Heteronyx Guérin-Méneville, 1831
- genre Heteroserica Brenske, 1900
- genre Homolotropus Macleay, 1871
- genre Hybocamenta Brenske, 1898
- genre Hymenochelus Reitter, 1890
- genre Hymenoplia Eschscholtz, 1830
- genre Hyposerica Brenske, 1897
- genre Ictigaster Britton, 1986
- genre Idanastes Britton, 1987
- genre Lasioserica Brenske, 1896
- genre Leonotus Britton, 1986
- genre Liparetrus Guérin-Méneville, 1831
- genre Macleayella Britton, 1990
- genre Maechidinus Lea, 1919
- genre Maechidius Macleay, 1819
- genre Maladera Mulsant, 1842
- genre Mericserica Brenske, 1897
- genre Metascelis Westwood, 1842
- genre Microcoenus Britton, 1957
- genre Microserica Brenske, 1894
- genre Microthopus Burmeister, 1855
- genre Nefoncerus Saylor, 1938
- genre Neoheteronyx Blackburn, 1890
- genre Neophyllotocus Blackburn, 1898
- genre Neoserica Brenske, 1894
- genre Nepytis Erichson, 1842
- genre Neso Blackburn, 1898
- genre Nipponoserica Nomura, 1973
- genre Nitorellus Britton, 1957
- genre Nosphisthis Blackburn, 1898
- genre Odontotonyx Macleay, 1871
- genre Odontria White, 1846
- genre Omaloplia Schönherr, 1817
- genre Oncerus LeConte, 1856
- genre Ophropyx Britton, 1987
- genre Opsitocus Britton, 1957
- genre Oxyserica Brenske, 1900
- genre Pachygastra Germar, 1848
- genre Paracamenta Péringuey, 1904
- genre Parasciton Britton, 1990
- genre Paraserica Reitter, 1896
- genre Paratriodonta Baraud, 1962
- genre Paronyx Britton, 1990
- genre Petinopus Blackburn, 1898
- genre Philoserica Brenske, 1898
- genre Phorine Britton, 1987
- genre Phyllochlaenia Blanchard, 1846
- genre Phyllococerus Waterhouse, 1876
- genre Phyllotocidium Blackburn, 1898
- genre Phyllotocus Fischer, 1823
- genre Phytholaema Blanchard, 1851
- genre Proborhinus Britton, 1988
- genre Prochelyna Erichson, 1847
- genre Protelura Britton, 1987
- genre Pseudoheteronyx Blackburn, 1892
- genre Pseudotrochalus Quedenfeldt, 1884
- genre Pyronota Boisduval, 1835
- genre Sarothromerus Blackburn, 1907
- genre Scitala Erichson, 1842
- genre Scitaloides Britton, 1990
- genre Sciton Blackburn, 1892
- genre Serica MacLeay, 1819
- genre Sericania Motschulsky, 1860
- genre Sericesthis Boisduval, 1835
- genre Sericoides Guérin-Méneville, 1839
- genre Sphaeroscelis Burmeister, 1855
- genre Sphyrocallus Sharp, 1877
- genre Stenochelyne Britton, 1990
- genre Stethaspis Hope, 1837
- genre Symmela Erichson, 1835
- genre Synchilus Britton, 1955
- genre Systellopus Sharp, 1877
- genre Telura Erichson, 1842
- genre Teluroides Britton, 1990
- genre Termitophilus Britton, 1957
- genre Tetraserica Ahrens, 2004
- genre Triodontella Reitter, 1919
- genre Trioserica Moser, 1922
- genre Trochalus Laporte de Castelnau, 1832
- genre Tulbaghia Péringuey, 1904
- genre Ulata Saylor, 1945
- genre Webbella Britton, 1988
- genre Xenoserica Ahrens, 2005
- genre Xylonichus Boisduval, 1835
- genre Xyridea Britton, 1990
- genre Xyrine Britton, 1987
- genre Xyroa Britton, 1987
- genre Xyrodes Britton, 1987
- Haplonycha nitidicollis Nonfried, 1892
- Haplonycha striatella Blanchard, 1850
- Melolontha astrolabei Boisduval, 1835
- Melolontha obesa Boisduval, 1835